# Hôtel Savoy (Joseph Roth)
Hôtel Savoy (en allemand : Hotel Savoy : Ein Roman) est un roman de l'écrivain autrichien Joseph Roth publié en 1924.
Le texte est d'abord paru en feuilleton dans la Frankfurter Zeitung entre le 9 février et le 16 mars 1924, avant d'être repris en volume plus tard la même année.

## Résumé
Au lendemain de la Première Guerre mondiale, Gabriel Dan, un soldat de l'ancienne Autriche-Hongrie des Habsbourg, revient de Sibérie, où il a été prisonnier. Il se rend dans la ville de Łódź et s'offre une chambre à l'avant-dernier étage du luxueux hôtel Savoy. Son idée est d'obtenir quelques subsides d'un riche parent, Phébus Böhlaug, qui réside non loin de là. 
Perdu dans le labyrinthe de ce palace où l'opulence des premiers étages côtoie la pauvreté des réduits nichés sous les combles, Gabriel Dan découvre l'image d'une société d'après-guerre qui se délite, avec des personnages tels que l'entrepreneur Neuner, le clown Santschin ou la danseuse Stasie.

## Éditions françaises
- Joseph Roth, Hôtel Savoy, traduit par Françoise Bresson, Paris, Gallimard, coll. « Du monde entier », 1969 (BNF 33159409)
- Joseph Roth, Hôtel Savoy, traduit par Françoise Bresson, Paris, Gallimard, coll. « L'Imaginaire » no 183, 1993  (ISBN 2-07-070905-1)